# 天安市足球俱樂部
天安市足球俱樂部（천안 시티 FC）是一家位於韓國天安市的足球俱樂部，在韓國足球第二級聯賽K聯賽2中參賽。他們在容量為26,000人的天安體育場進行主場比賽。

## 歷史
2006年3月，天安足球中心舉行動工儀式並發表設立足球俱樂部的構想，預期將來加入K聯賽。22個月後的2008年1月9日，天安市廳足球團（天安市廳FC）正式成立。同年開始參加當時三級的全國聯賽。
主場球場在2010年前使用天安綜合運動場，2011年至2019年期間使用天安足球中心，但在2020年重新回到天安綜合運動場。
隨著聯賽重組，三級聯賽成為K3聯賽的2020年，球隊改名為天安市足球團（天安市FC）。
2022年6月，天安市廳FC提交K聯賽加入申請書。經過書面審查和競技場實地調查等程序，同年8月30日在韓國職業足球聯盟理事會上獲得會員加入批准。另一方面，在2022年賽季的K3聯賽中，由於成績不佳，8月4日金泰映監督被解任，最終以第10名完成賽季。不過，K聯賽入會要求並不包括K3聯賽的成績，因此確定從2023年賽季開始以天安市FC的名稱參加K聯賽2。
2023年與曾效力德島漩渦、岡山綠雉、岩手盛岡仙鶴等球隊的金宗旻，以及曾在國際米蘭和貝爾格萊德紅星效力的阿克塞爾·巴卡約科簽約，並從黃英嘉萊足球俱樂部以租借形式引進2名越南年輕球員。此外，還以球員兼教練身份引進了37歲的資深球員金昌洙，並聘請金鉉洙擔任高級教練。然而開季後連續未能取勝，在進行19輪比賽後僅獲得4分，因此與半年來無所屬、但曾在浦項製鐵、全北現代汽車、蔚山現代奪得冠軍的37歲資深球員辛炯珉簽約。7月23日在主場天安綜合運動場進行的第21輪對城南FC的比賽中，終於取得K聯賽2的首場勝利。

## 榮譽
- K3聯賽
  - 亞軍 (1)：2021
- 韓國國家聯賽錦標賽
  - 亞軍 (2)：2013, 2017
- 韓國全國體育大會
  - 金牌 (2)：2010, 2016
  - 銅牌 (1)：2009
- 韓國總統杯
  - 亞軍 (1)：2009

## 外部連結
- 官方网站 （韓語）